# Лінден (Берн)
Лінден (нім. Linden BE) — громада  в Швейцарії в кантоні Берн, адміністративний округ Берн-Міттельланд.

## Географія
Громада розташована на відстані близько 21 км на південний схід від Берна.
Лінден має площу 13,2 км², з яких на 6,3% дозволяється будівництво (житлове та будівництво доріг), 60,4% використовуються в сільськогосподарських цілях, 32,8% зайнято лісами, 0,5% не є продуктивними (річки, льодовики або гори).

## Демографія
2019 року в громаді мешкало 1300 осіб (-1,1% порівняно з 2010 роком), іноземців було 4,2%. Густота населення становила 98 осіб/км².
За віковим діапазоном населення розподілялося таким чином: 20,8% — особи молодші 20 років, 59,6% — особи у віці 20—64 років, 19,6% — особи у віці 65 років та старші. Було 502 помешкань (у середньому 2,3 особи в помешканні).
Із загальної кількості 555 працюючих 171 був зайнятий в первинному секторі, 159 — в обробній промисловості, 225 — в галузі послуг.